# Étretat
Étretat település Franciaországban, Seine-Maritime megyében. Lakosainak száma 1167 fő (2022. január 1.). Étretat Bénouville, Bordeaux-Saint-Clair és Le Tilleul községekkel határos.

## Népesség
A település népességének változása:
| Lakosok száma | 1411 | 1388 | 1346 | 1291 | 1242 | 1237 | 1238 | 1233 | 1167 |
|               | 2013 | 2015 | 2016 | 2017 | 2018 | 2019 | 2020 | 2021 | 2022 |